# Cracker (alimento)

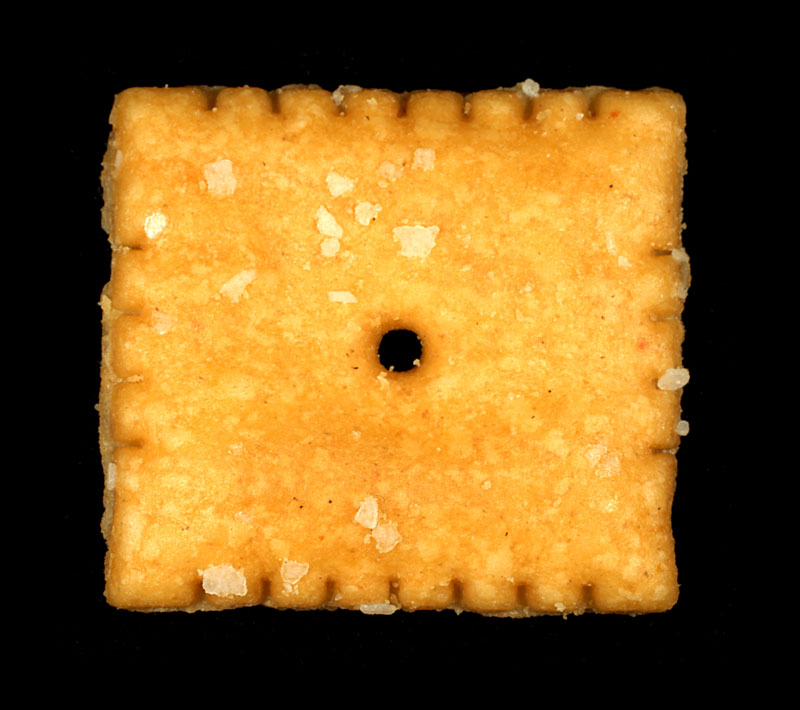
Un cracker Cheez-It.

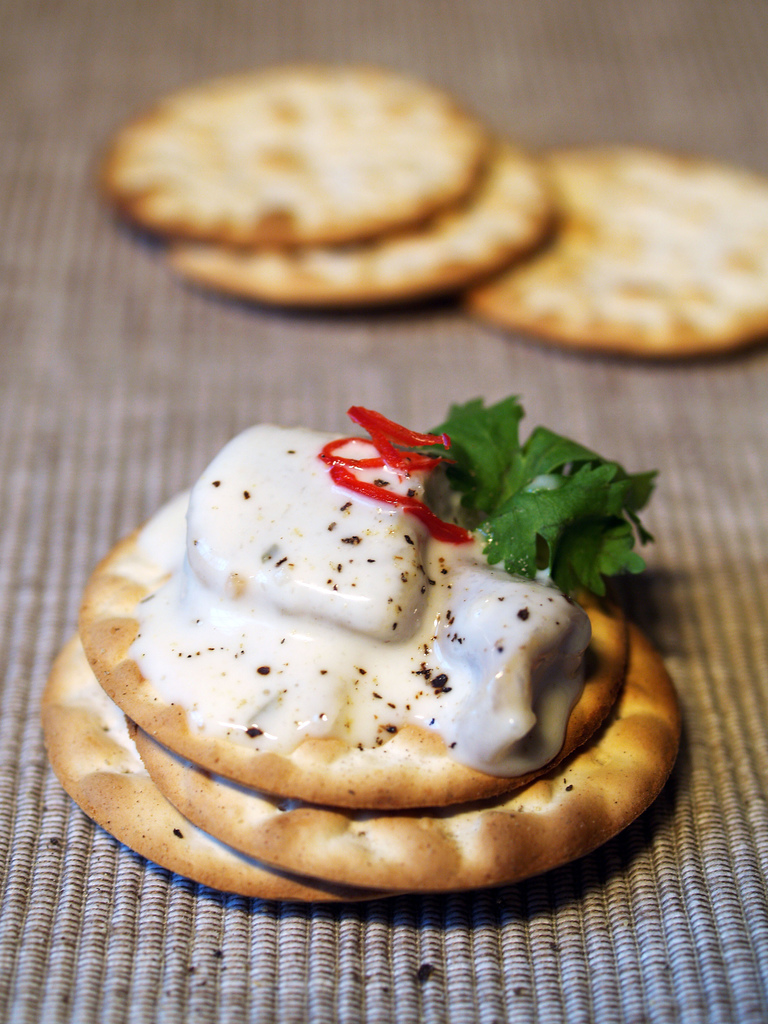
Crackers como parte de un aperitivo con arenque.

Una cracker,  también conocida como galleta de agua, galleta salada, masita salada o masita seca (según la región) es un tipo de tostada horneada habitualmente con masa de harina sin levadura y elaborado con diversas formas, tamaños y sabores (y colores). Se aromatiza o condimenta con sal en la masa tanto como con hierbas, semillas o queso, espolvoreado encima luego de hornear. Las crackers son un alimento básico nutritivo y fácil de usar que se almacena y transporta bien. Unos precedentes del cracker moderno están en las galletas náuticas, las hostias. Sus raíces están en los panes planos antiguos como el lavash, chapati, pita, matzá y flatbrød o knäckebröd.
La diferencia entre crackers y galletas reside en la forma de elaboración: los primeros se preparan con capas planas de masa. Los agujeros de los crackers (llamados agujeros de docking, ‘atraque’) se practican en la masa para evitar la formación de burbujas de aire durante el horneado. Suelen servirse untados con queso, paté o mousses, o como base de aperitivos más elaborados.
Normalmente suelen ser salados, no obstante, algunos pueden llegar a ser semidulces (caso de Belvita Hony Bran de Nabisco). Incluso, algunos pueden llegar a tener una combinación entre semidulce y salado (tal es el caso de Club Social, también de Nabisco).

## Historia
En 1792 Theodore Pearson, de Newburyport (Massachusetts), elaboró un pan similar al cracker solamente con harina y agua, al que llamó pilot bread (‘pan de piloto’). Fue un éxito inmediato entre los marineros gracias a su largo plazo de conservación, y pasó a ser conocida también como hardtack o sea biscuit (‘galleta marinera’). La de Pearson fue la primera panificadora de crackers de los Estados Unidos, produciéndolos durante más de un siglo. Los Crown Pilot Crackers fueron elaborados con la misma receta y vendidos en Nueva Inglaterra hasta principios de 2008, usándose en las recetas tradicionales de clam chowder.
El momento revolucionario para el cracker llegó en 1801 gracias a otro panadero de Massachusetts, Josiah Bent, quien quemó un lote de galletas en su horno de ladrillo. El ruido crujiente que hacían las galletas inspiró su nombre (crack significa ‘chasquear’ o ‘crujir’). Bent se empeñó en convencer al público del potencial del producto como aperitivo, y para 1810 su negocio de Boston estaba en pleno auge. Años después, Bent vendió su empresa a la National Biscuit Company, hoy conocida como Nabisco.
A pesar de que el consumo de las galletitas de agua sea bajo globalmente, en Argentina se consumen muy regularmente sin saborizar a modo de pan durante las comidas y más que en cualquier país del mundo.

## Ingredientes
Los ingredientes típicos de las crackers son harina de trigo, levadura química y sal, y generalmente grasa animal o aceite, malta de cebada y/o salvado de trigo.